# Tonnant (1880)
Pour les autres navires du même nom, voir Le Tonnant.
Le Tonnant est un cuirassé garde-côtes  de classe Tempête construit pour la Marine française à la fin du XIXe siècle. Lancé en 1880, il est mis en service en 1885 et rayé des listes en 1902.

## Histoire
La construction du  Tonnant commence à l'arsenal de Rochefort le 12 février 1875. Il est lancé le 16 octobre 1880 puis armé le 8 mars 1885. Destiné à défendre les côtes françaises, il voit peu d'action avant d'être rayé des listes en 1902 puis démoli en 1903. 